# JCSAT-3
JCSAT-3 war die Bezeichnung eines japanischen kommerziellen Kommunikationssatelliten, welcher von der JSAT Corporation betrieben wurde. Er war mehr als elf Jahre in Betrieb.

## Geschichte
Hinsichtlich des großen Wachstums der Satellitenkommunikationsbranche bestellte die JSAT Corporation im Oktober 1993 einen neuen Kommunikationssatelliten für ihre Flotte. Dieser Satellit, JCSAT-3, sollte Satellitenfernsehen und Datenübertragungen bereitstellen können. Der Start erfolgte am 29. August 1995 (UTC) auf einer US-amerikanischen Atlas-II-Trägerrakete von der Cape Canaveral Air Force Station in eine geostationäre Transferbahn. Von dort aus erreichte der Satellit seine geosynchrone Umlaufbahn durch Zünden seines Apogäumsmotors. JCSAT-3 wurde bei 128° Ost stationiert.
Im März 2007 wurde er von seinem Nachfolger JCSAT-3A abgelöst und anschließend in einen Friedhofsorbit manövriert.

## Technische Daten
Hughes Space Systems baute den Satelliten auf Basis ihres Satellitenbusses der Serie 601 bei ihrem Standort in El Segundo, Kalifornien. JCSAT-3 war mit C-Band- und Ku-Band-Transpondern ausgerüstet. Mit seiner Ku-Band-Nutzlast deckte er die Regionen Ostasien, Australien, Neuseeland und Indien ab, mit seinen C-Band-Transpondern erreichte er Ost- und Südasien und Hawaii.
Des Weiteren war der Satellit dreiachsenstabilisiert und besaß ursprünglich eine geplante Lebensdauer von 12 Jahren, welche er auch nahezu erreichte. Er wurde durch zwei große Solarpanele und Batterien mit Strom versorgt und wog beim Start etwa 3,1 Tonnen.